# Blangy-Tronville
Pour les articles homonymes, voir Blangy et Tronville (homonymie).
Blangy-Tronville est une commune française située dans le département de la Somme en région Hauts-de-France.

## Géographie

### Localisation
1. Carte dynamique
2. Carte Openstreetmap
3. Carte topographique
4. Carte avec les communes environnantes

Blangy-Tronville est une commune rurale de l'Amiénois, située 10 km à l'est d'Amiens, dans la vallée de la Somme.
La commune est traversée par l'ancienne RN 29 Amiens-Saint-Quentin (actuelle RD 1029), ainsi que par l'autoroute A29.
Blangy-Tronville est traversée par la ligne de chemin de fer Amiens-Laon sur laquelle se trouvait la halte de Blangy-Glisy qui a été supprimée.
La localité est desservie par la ligne 14 du réseau Ametis, du lundi au samedi (hors jours fériés).

## Urbanisme

### Typologie
Au 1er janvier 2024, Blangy-Tronville est catégorisée commune rurale à habitat dispersé, selon la nouvelle grille communale de densité à sept niveaux définie par l'Insee en 2022.
Elle est située hors unité urbaine. Par ailleurs la commune fait partie de l'aire d'attraction d'Amiens, dont elle est une commune de la couronne,. Cette aire, qui regroupe 369 communes, est catégorisée dans les aires de 200 000 à moins de 700 000 habitants,.

### Occupation des sols
L'occupation des sols de la commune, telle qu'elle ressort de la base de données européenne d'occupation biophysique des sols Corine Land Cover (CLC), est marquée par l'importance des territoires agricoles (80,2 % en 2018), une proportion sensiblement équivalente à celle de 1990 (80,6 %). La répartition détaillée en 2018 est la suivante : 
terres arables (78,7 %), zones humides intérieures (8 %), forêts (6,4 %), zones urbanisées (3,4 %), eaux continentales (1,9 %), prairies (1,6 %), zones industrielles ou commerciales et réseaux de communication (0,1 %). L'évolution de l'occupation des sols de la commune et de ses infrastructures peut être observée sur les différentes représentations cartographiques du territoire : la carte de Cassini (XVIIIe siècle), la carte d'état-major (1820-1866) et les cartes ou photos aériennes de l'IGN pour la période actuelle (1950 à aujourd'hui).

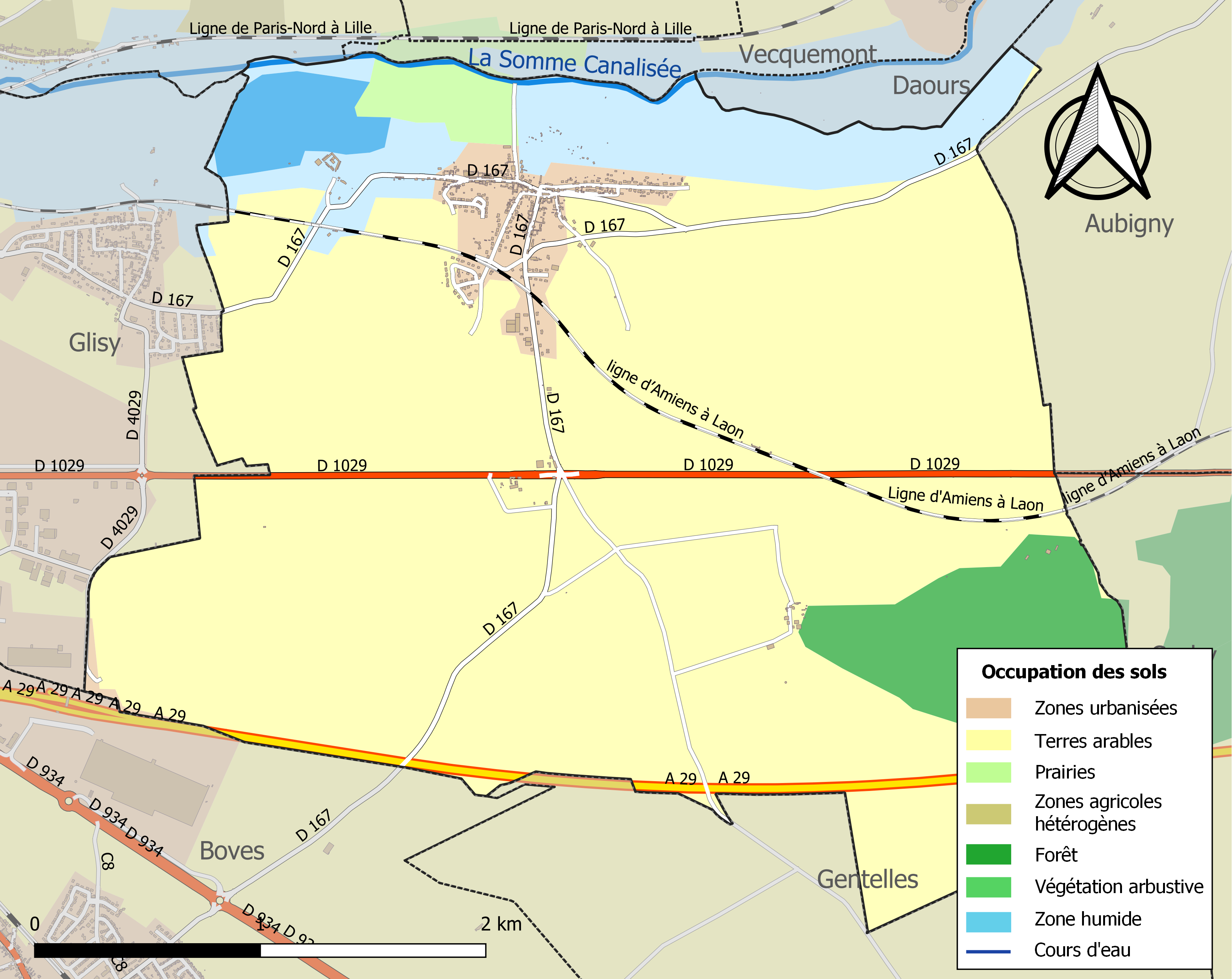
Carte des infrastructures et de l'occupation des sols de la commune en 2018 (CLC).

### Habitat et logement
En 2019, le nombre total de logements dans la commune était de 274, alors qu'il était de 223 en 2014 et de 198 en 2009.
Parmi ces logements, 88,1 % étaient des résidences principales, 0 % des résidences secondaires et 11,9 % des logements vacants. Ces logements étaient pour 100 % d'entre eux des maisons individuelles et pour 0 % des appartements.
Le tableau ci-dessous présente la typologie des logements à Blangy-Tronville en 2019 en comparaison avec celle de la Somme et de la France entière. Une caractéristique marquante du parc de logements est ainsi l'absence en 2019 de résidences secondaires et logements occasionnels. Concernant le statut d'occupation de ces logements, 92,3 % des habitants de la commune sont propriétaires de leur logement (91 % en 2014), contre 60,2 % pour la Somme et 57,5 pour la France entière.
| Typologie                                               | Blangy-Tronville | Somme | France entière |
| ------------------------------------------------------- | ---------------- | ----- | -------------- |
| Résidences principales (en %)                           | 88,1             | 83,2  | 82,1           |
| Résidences secondaires et logements occasionnels (en %) | 0                | 8,3   | 9,7            |
| Logements vacants (en %)                                | 11,9             | 8,5   | 8,2            |

### Hydrographie

#### Réseau hydrographique
La commune est située dans le bassin Artois-Picardie. Elle est drainée par la Somme canalisée, le Grand Marais et le Château de Tronville,.
Le canal de la Somme, construit entre 1770 et 1827, et mis au gabarit Freycinet en 1880, est long 170 km. Il débute à Saint-Simon où il touche au canal de Saint-Quentin et débouche dans la baie de Somme.

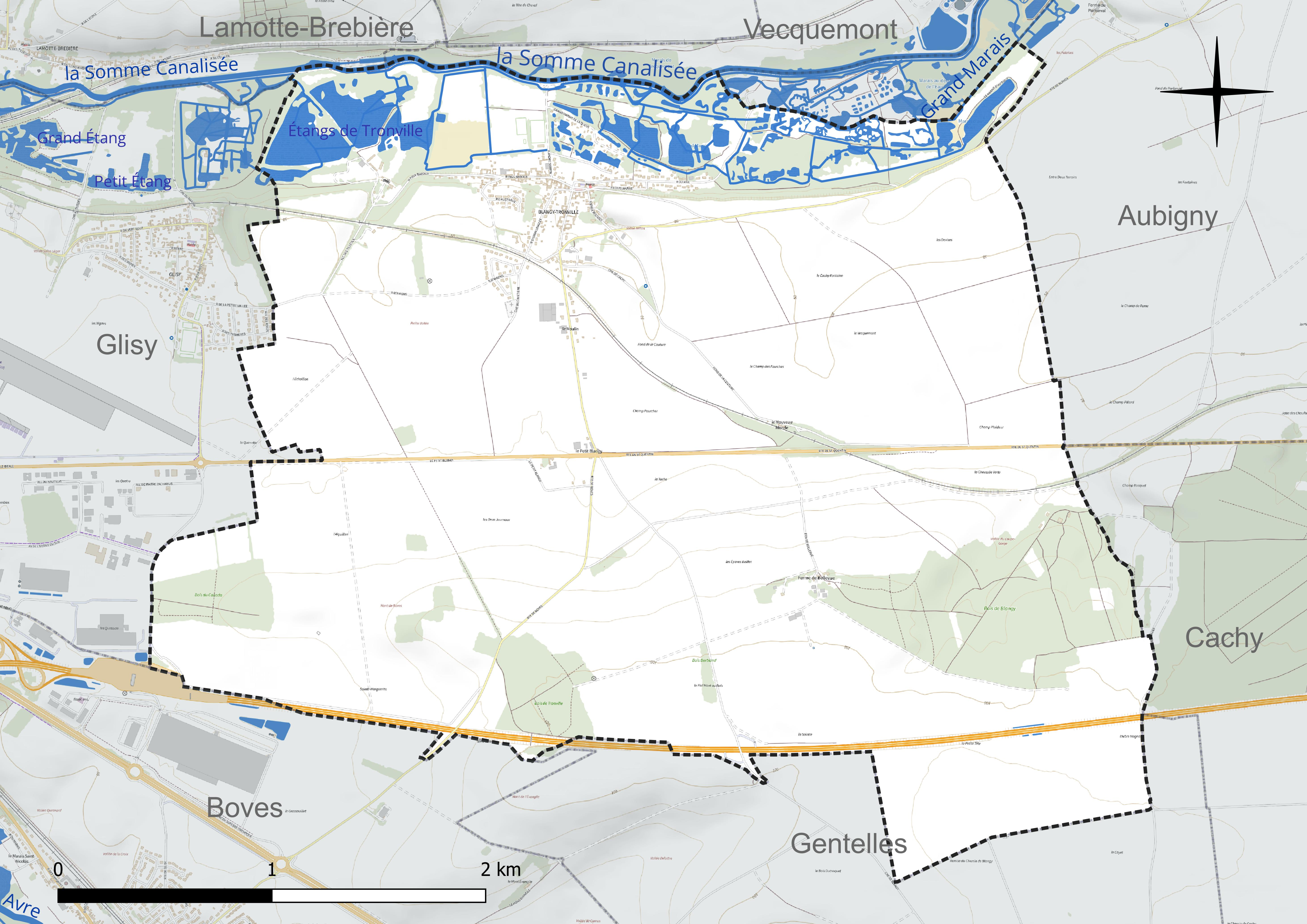
Réseau hydrographique de Blangy-Tronville.

Un plan d'eau complète le réseau hydrographique : les étangs de Tronville (7,1 ha),.

#### Gestion et qualité des eaux
Le territoire communal est couvert par le schéma d'aménagement et de gestion des eaux (SAGE) « Somme aval et Cours d'eau côtiers ». Ce document de planification concerne un territoire de 1 835 km2 de superficie, délimité par le bassin versant de la Somme canalisée. Le périmètre a été arrêté le 29 avril 2010 et le SAGE proprement dit a été approuvé le 6 août 2019. La structure porteuse de l'élaboration et de la mise en œuvre est le syndicat mixte d'aménagement hydraulique du bassin versant de la Somme (AMEVA).
La qualité des cours d'eau peut être consultée sur un site dédié géré par les agences de l'eau et l'Agence française pour la biodiversité.

### Climat
Pour des articles plus généraux, voir Climat des Hauts-de-France et Climat de la Somme.
En 2010, le climat de la commune est de type climat océanique dégradé des plaines du Centre et du Nord, selon une étude du CNRS s'appuyant sur une série de données couvrant la période 1971-2000. En 2020, Météo-France publie une typologie des climats de la France métropolitaine dans laquelle la commune est exposée à un climat océanique et est dans la région climatique Nord-est du bassin Parisien, caractérisée par un ensoleillement médiocre, une pluviométrie moyenne régulièrement répartie au cours de l'année et un hiver froid (3 °C).
Pour la période 1971-2000, la température annuelle moyenne est de 10,5 °C, avec une amplitude thermique annuelle de 13,9 °C. Le cumul annuel moyen de précipitations est de 677 mm, avec 11,3 jours de précipitations en janvier et 8,7 jours en juillet. Pour la période 1991-2020, la température moyenne annuelle observée sur la station météorologique la plus proche, située sur la commune de Glisy à 2 km à vol d'oiseau, est de 11,1 °C et le cumul annuel moyen de précipitations est de 646,6 mm,. Pour l'avenir, les paramètres climatiques de la commune estimés pour 2050 selon différents scénarios d'émission de gaz à effet de serre sont consultables sur un site dédié publié par Météo-France en novembre 2022.
| Mois                                  | jan.           | fév.             | mars          | avril         | mai             | juin           | jui.           | août           | sep.           | oct.            | nov.            | déc.             | année      |
| ------------------------------------- | -------------- | ---------------- | ------------- | ------------- | --------------- | -------------- | -------------- | -------------- | -------------- | --------------- | --------------- | ---------------- | ---------- |
| Température minimale moyenne (°C)     | 1,6            | 1,6              | 3,4           | 5,1           | 8,4             | 11,4           | 13,4           | 13,3           | 10,7           | 8               | 4,7             | 2,2              | 7          |
| Température moyenne (°C)              | 4,2            | 4,7              | 7,5           | 10,1          | 13,5            | 16,5           | 18,7           | 18,7           | 15,6           | 11,8            | 7,6             | 4,7              | 11,1       |
| Température maximale moyenne (°C)     | 6,7            | 7,8              | 11,5          | 15,2          | 18,5            | 21,6           | 23,9           | 24             | 20,5           | 15,6            | 10,5            | 7,1              | 15,2       |
| Record de froid (°C) date du record   | −14,6 10.01.09 | −12,7 07.02.1991 | −10 04.03.05  | −3,9 08.04.03 | −1,2 07.05.1997 | 0,1 05.06.1991 | 4,5 04.07.1990 | 5,2 08.08.1990 | 1,1 27.09.1990 | −5,4 30.10.1997 | −9,5 24.11.1998 | −13,5 29.12.1996 | −14,6 2009 |
| Record de chaleur (°C) date du record | 15,8 09.01.15  | 19,4 24.02.1990  | 24,1 31.03.21 | 26,7 19.04.18 | 31,5 27.05.05   | 36 27.06.11    | 41,7 25.07.19  | 38,1 10.08.03  | 34,2 15.09.20  | 28 10.10.23     | 20,7 07.11.15   | 17,1 07.12.00    | 41,7 2019  |
| Ensoleillement (h)                    | 637            | 865              | 1 469         | 2 063         | 2 027           | 2 203          | 224            | 1 881          | 168            | 1 169           | 711             | 665              | 17 609     |
| Précipitations (mm)                   | 48,8           | 45               | 45,3          | 39,4          | 55,9            | 54,6           | 58,9           | 59,9           | 48,4           | 57,7            | 60,4            | 72,3             | 646,6      |

### Milieux naturels et biodiversité
Quinze des soixante hectares du marais de Blangy-Tronville (ou Grand Marais de la Queue) sont protégés par un arrêté de biotope. La commune se présente comme le poumon vert d'Amiens-Métropole.

## Toponymie
Le nom de la localité est attesté sous les formes Blangium (1149.) ; Blangi (1197.) ; Blangiacum (1200.) ; Blangi-sur-Somme (1416.) ; Blangy (1440.) ; Blangys (1579.) ; Blangis (1707.) ; Blangy et Tronville (1763.) ; Blangy-Tronville (1801.).

Blangiacum, est constaté en 1200, provenant du gentilice latin Blandius.
Tronville est un ancien hameau de Blangy attesté sous les formes Trucivilla en 1105 ; Trounvilla en 1132 ; Truncivilla en 1183 ; Tronvile en 1239 ; Trunvilla en 12... ; Trouville en 1337 ; Tronville-sur-Somme en 1728.

## Histoire

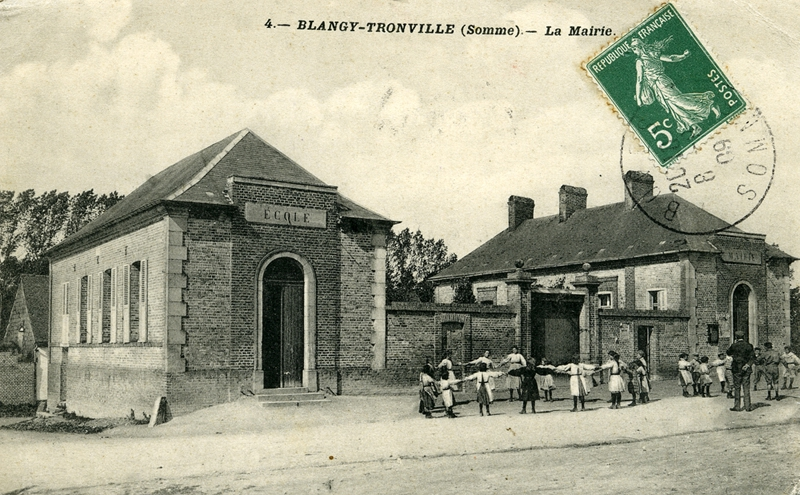
Carte postale de la mairie-école vers 1910.

La commune de Blangy, instituée par la Révolution française, absorbe entre 1790 et 1794 celle de Tronville et prend le nom de Blangy-Tronville.

## Politique et administration

### Rattachements administratifs et électoraux

#### Rattachements administratifs
La commune se trouve  dans l'arrondissement d'Amiens du département de la Somme.
Elle faisait partie depuis 1793 du canton de Boves (dont le chef-lieu a été de 1801 à 1880 à Sains). Dans le cadre du redécoupage cantonal de 2014 en France, cette circonscription administrative territoriale a disparu, et le canton n'est plus qu'une circonscription électorale.

#### Rattachements électoraux
Pour les élections départementales, la commune fait partie depuis 2014 du canton d'Amiens-4
Pour l'élection des députés, elle fait partie de la deuxième circonscription de la Somme.

### Intercommunalité
Saint-Ouen est membre de la communauté d'agglomération dénommée Amiens Métropole, un établissement public de coopération intercommunale (EPCI) à fiscalité propre créé en 2000 (et qui succédait au  district du Grand Amiens, créé en 1994 avec 18 communes) et auquel la commune a transféré un certain nombre de ses compétences, dans les conditions déterminées par le code général des collectivités territoriales.
Dans le cadre des dispositions de la loi portant nouvelle organisation territoriale de la République du 7 août 2015, qui prévoit que les établissements publics de coopération intercommunale (EPCI) à fiscalité propre doivent avoir un minimum de 15 000 habitants, cette intercommunalité a fusionné avec sa voisine pour former, le 1er janvier 2017, la communauté de communes du Haut Pays du Montreuillois dont est désormais membre la commune.

### Liste des maires
| Période                                  | Période                     | Identité                | Étiquette   | Qualité |
| ---------------------------------------- | --------------------------- | ----------------------- | ----------- | --- |
| Les données manquantes sont à compléter. |                             |                         |             | |
| 1793                                     | 1798                        | Honoré Joron            |             | |
| 1798                                     | 1800                        | Firmin Wargnier         |             | |
| 1800                                     | 1816                        | Étienne Cresson         |             | |
| 1816                                     | 1831                        | Duliège de Beaumont     |             | |
| 1831                                     | 1847                        | Dufresne                |             | |
| 1847                                     | 1854                        | Louis Frédéric Cresson  |             | |
| 1854                                     | 1871                        | Alexis Poirion          |             | |
| 1871                                     | 1872                        | Armand Cresson          |             | |
| 1872                                     | 1874                        | Octave de Septenville   |             | |
| 1874                                     | 1876                        | Clément Hordi           |             | |
| 1876                                     | 1879                        | Ulysse Wargnier         |             | |
| 1879                                     | 1882                        | Gidion Vast             |             | |
| 1882                                     | 1884                        | Armand Wargnier         |             | |
| 1884                                     | 1894                        | Hector Vadurel          |             | |
| 1894                                     | 1897                        | Armand Wargnier         |             | |
| 1897                                     |                             | Gustave Glanguet        |             | |
| Les données manquantes sont à compléter. |                             |                         |             | |
|                                          | octobre 1939                | ?                       | PCF         | Conseil municipal supsendu par le Gouvernement Édouard Daladier (5) à la suite de la signature du Pacte germano-soviétique |
| octobre 1939                             | décembre 1939               | Paul Langlet            |             | Président de la délégation spéciale préfectorale                                                                           |
| Les données manquantes sont à compléter. |                             |                         |             | |
| 1989                                     | 2008                        | Jean-Robert Chateauroux |             | |
| mars 2008                                | août 2009                   | Jean-Pierre Ludès       |             | Démissionnaire le 12 août 2009                                                                                             |
| août 2009                                | En cours (au 06 Avril 2025) | Éric Guéant             | DVD puis NC | Visiteur médical Vice-président de la CA Amiens Métropole (2014 → ) Réélu pour le mandat 2020-2026,                        |

## Population et société

### Démographie
L'évolution du nombre d'habitants est connue à travers les recensements de la population effectués dans la commune depuis 1793. Pour les communes de moins de 10 000 habitants, une enquête de recensement portant sur toute la population est réalisée tous les cinq ans, les populations de référence des années intermédiaires étant quant à elles estimées par interpolation ou extrapolation. Pour la commune, le premier recensement exhaustif entrant dans le cadre du nouveau dispositif a été réalisé en 2008.

En 2022, la commune comptait 623 habitants, en évolution de +12,66 % par rapport à 2016 (Somme : −1,26 %, France hors Mayotte : +2,11 %).
| 1793 | 1800 | 1806 | 1821 | 1831 | 1836 | 1841 | 1846 | 1851 |
| ---- | ---- | ---- | ---- | ---- | ---- | ---- | ---- | ---- |
| 400  | 395  | 393  | 449  | 454  | 458  | 458  | 442  | 436  |

| 1856 | 1861 | 1866 | 1872 | 1876 | 1881 | 1886 | 1891 | 1896 |
| ---- | ---- | ---- | ---- | ---- | ---- | ---- | ---- | ---- |
| 447  | 434  | 420  | 411  | 402  | 380  | 370  | 336  | 324  |

| 1901 | 1906 | 1911 | 1921 | 1926 | 1931 | 1936 | 1946 | 1954 |
| ---- | ---- | ---- | ---- | ---- | ---- | ---- | ---- | ---- |
| 326  | 322  | 326  | 321  | 313  | 304  | 275  | 301  | 319  |

| 1962 | 1968 | 1975 | 1982 | 1990 | 1999 | 2006 | 2008 | 2013 |
| ---- | ---- | ---- | ---- | ---- | ---- | ---- | ---- | ---- |
| 313  | 320  | 335  | 490  | 565  | 553  | 532  | 526  | 555  |

| 2018 | 2022 | - | - | - | - | - | - | - |
| ---- | ---- | - | - | - | - | - | - | - |
| 573  | 623  | - | - | - | - | - | - | - |

### Enseignement
Pour l'année scolaire 2016-2017, l'école fait partie d'un regroupement pédagogique intercommunal (RPI) avec celle de Glisy depuis 1994.
La garderie et la restauration scolaire sont installées sur la commune de Glisy.

## Économie
L'activité de la commune était agricole, avec, en 2009, ses huit exploitations concernant essentiellement la grande culture intensive (céréales, oléoprotéagineux (soja et pois) et betteraves sucrières, pomme de terre), qui utilisent les 950 hectares de la surface agricole utile.
Quatre types de sols se rencontrent sur  le territoire : les cranettes (terres très crayeuses), les sols limoneux, les sols lourds et les limons de plateaux.
Le Pôle Jules Verne, qui, en 2019, compte 350 implantations sur 300 hectares, soit 7 000 emplois de toutes activités, réparti dans les ZAC  ZAC de l'Arc (Boves/Longueau), Croix de Fer (Boves/Glisy), Bois Planté II (Glisy) et Jules-Verne (Glisy/Boves/Longueau) soit s'étendre sur Blangy-Tronville ,.

## Culture locale et patrimoine

### Lieux et monuments
- Église Saint-Médard, ancienne chapelle castrale, avec son christ en pierre polychrome du XVIe siècle[33].
- Jardin du Château[34]
- Grand Marais de La Queue, où un chemin de découverte a été aménagé. Il permet d'apprécier un biodiversité remarquable « avec au total 33 espèces de libellules et autant de papillons, 90 espèces d'oiseaux, 14 espèces de poissons, 220 espèces de plantes, dont neuf protégées par la loi, et 58 espèces de mousses qui se côtoient dans les quinze hectares du site »[35].

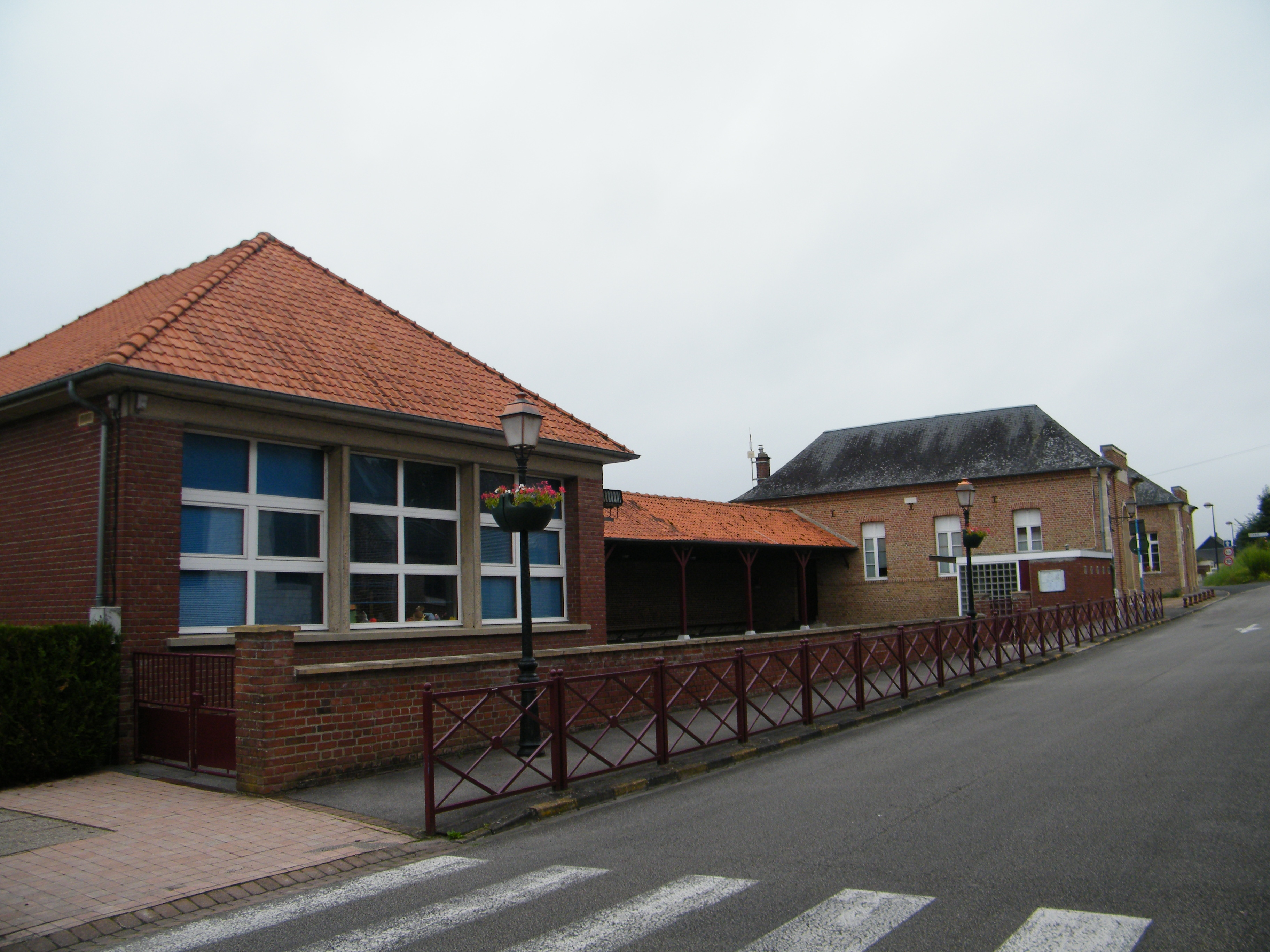
L'école.
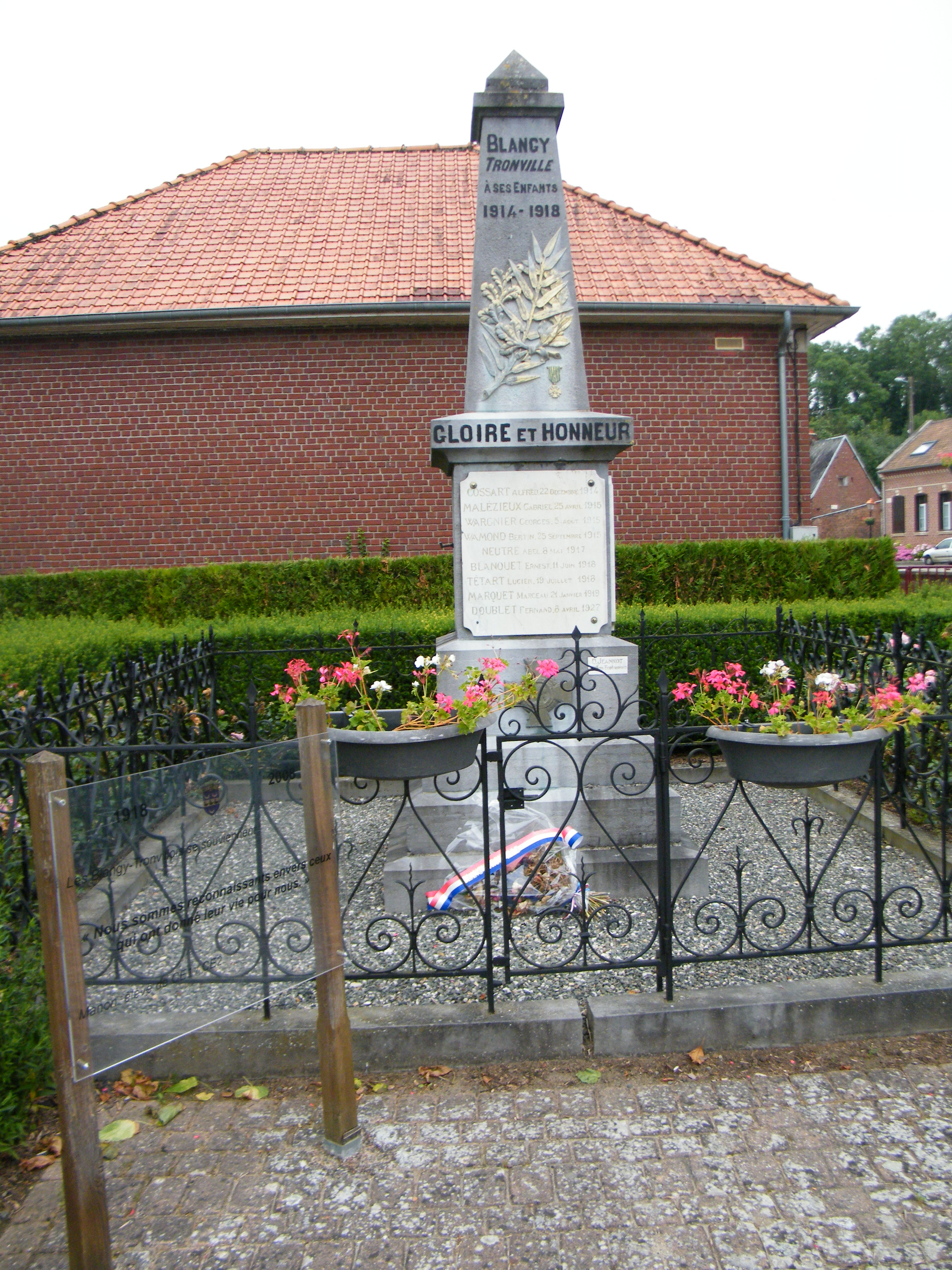
Monument aux morts
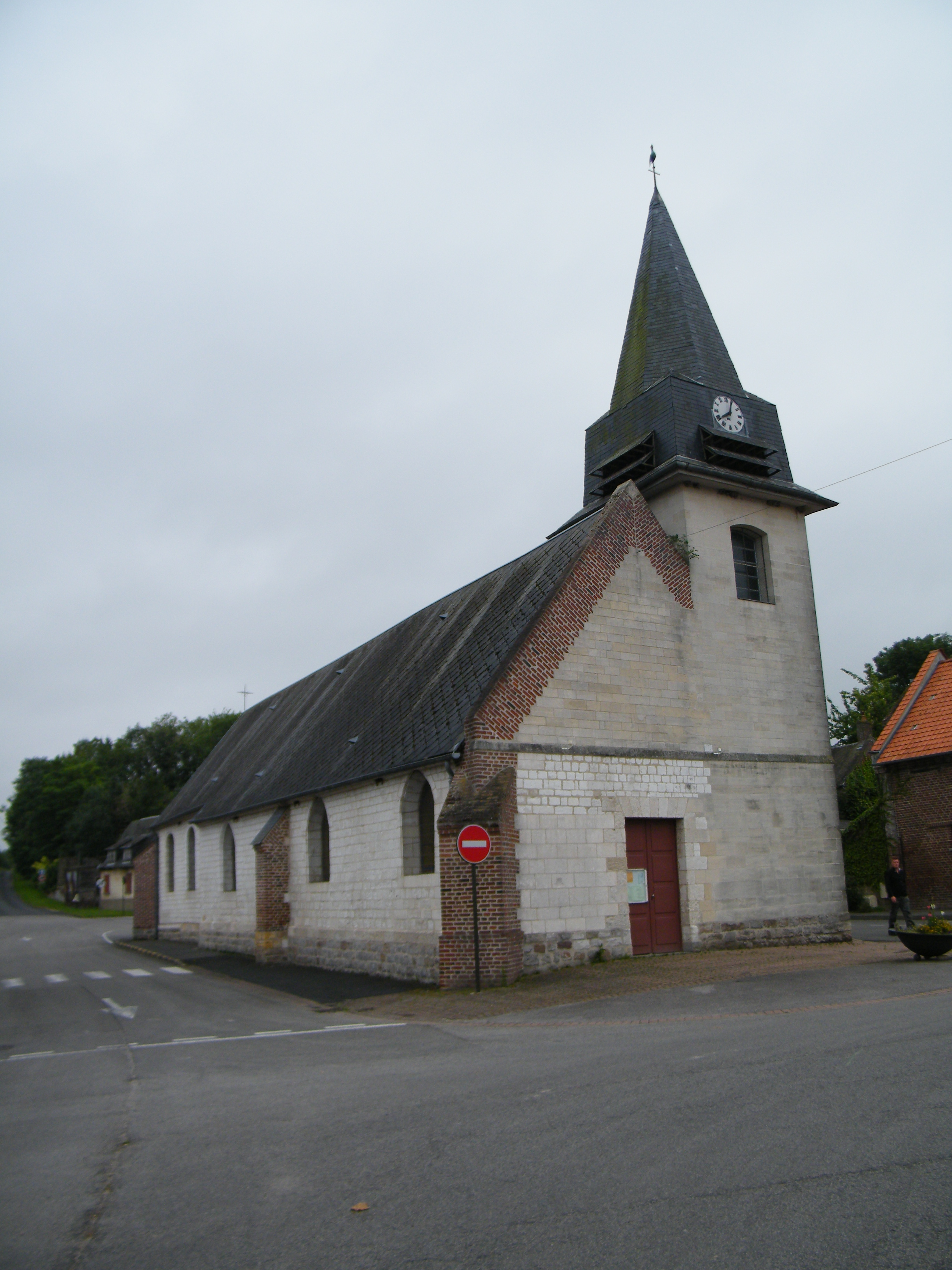
L'église Saint-Médard.
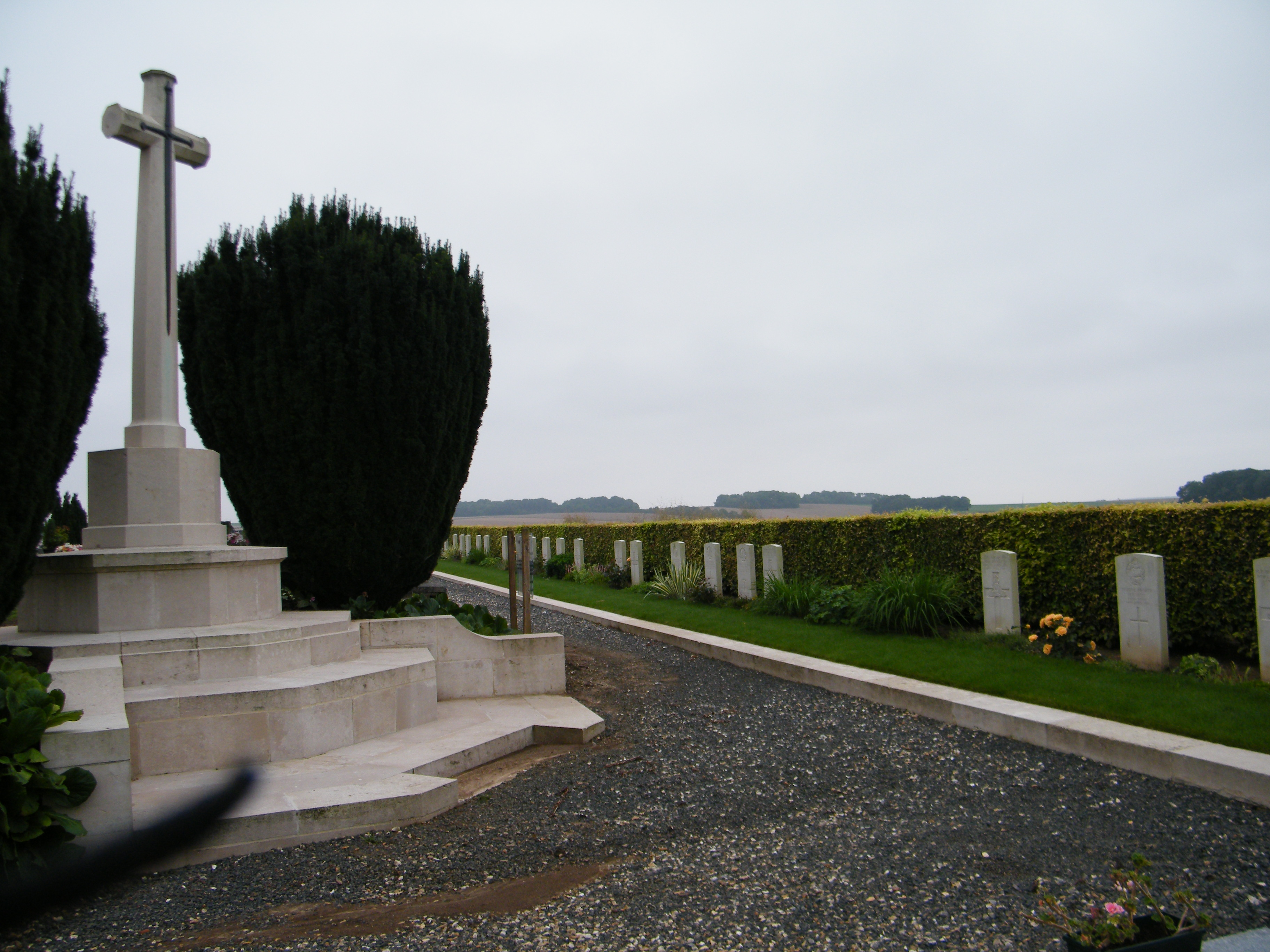
Carré militaire au cimetière.

### Héraldique
| Blason de Blangy-Tronville | Blason  | D'azur à la fasce d'or chargée de trois merlettes de sable, accompagnée de trois croissants d'or. |
| Blason de Blangy-Tronville | Détails | Le conseil municipal adopte le blason le 23 avril 1971.                                           |

## Pour approfondir